# Antonivka, Nova Ușîțea
Antonivka (în ucraineană Антонівка) este un sat în comuna Otrokiv din raionul Nova Ușîțea, regiunea Hmelnîțkîi, Ucraina.

## Demografie
Componența lingvistică a localității Antonivka
     Ucraineană (96,46%)
     Rusă (3,38%)
     Alte limbi (0,16%)
Conform recensământului din 2001, majoritatea populației localității Antonivka era vorbitoare de ucraineană (96,46%), existând în minoritate și vorbitori de rusă (3,38%).